# 1950 год в литературе
В 1950 году в мировой литературе произошли следующие события.

## События
- В мае Александр Солженицын был этапирован в Бутырскую тюрьму, откуда в августе направлен в Степлаг — особый лагерь в Экибастузе.

## Премии
- Нобелевская премия по литературе присуждена Бертрану Расселу (как «одному из самых блестящих представителей рационализма и гуманизма, бесстрашному борцу за свободу слова и свободу мысли на Западе»).

### СССР
- Сталинская премия:
  - Художественная проза:
    - Первая степень: Семён Бабаевский (1-я книга романа «Свет над землёй»).
    - Вторая степень: Фёдор Гладков («Повесть о детстве»), Садриддин Айни (1—2 части книги «Бухара»), Эммануил Казакевич (роман «Весна на Одере»), Натан Рыбак (1-я книга романа «Переяславская Рада»), Константин Седых (роман «Даурия»), Александр Волошин (роман «Земля Кузнецкая»).
    - Третья степень: Мехти Гусейн (роман «Апшерон»), Василий Ильенков (роман «Большая дорога»), Александр Чаковский (роман «У нас уже утро»), Григорий Медынский (роман «Марья»), Антонина Коптяева (роман «Иван Иванович»), Вера Панова (повесть «Ясный берег»), Иван Василенко (повесть «Звездочка»), Ксения Львова (повесть «На лесной полосе»), Алексей Мусатов (повесть «Стожары»).

  - Поэзия:
    - Вторая степень: Александр Яшин (поэма «Алена Фомина»), Сулейман Рустам (сборник «Два берега»), Агния Барто (сборник «Стихи детям»), Иосиф Гришашвили (однотомник стихов).
    - Третья степень: Евгений Долматовский (сборник стихов «Слово о завтрашнем дне»), Пётр Комаров (цикл стихов «Зелёный пояс», «Новый перегон», «Маньчжурская тетрадь»), Мирсаид Миршакар (поэмы «Золотой кишлак» и «Непокорный Пяндж»), Степан Олейник (цикл сатирических стихов «Наши знакомые»), Максим Рыльский (за перевод на украинский язык поэмы А. Мицкевича «Пан Тадеуш»)

  - Драматургия:
    - Первая степень: Всеволод Вишневский (пьеса «Незабываемый 1919-й»).
    - Вторая степень: Сергей Михалков (пьесы «Я хочу домой» и «Илья Головин»), Константин Симонов (пьеса «Чужая тень»), Борис Лавренёв (пьеса «Голос Америки»).

  - Литературная критика и искусствоведение:
    - Вторая степень: Владимир Ермилов (книги «А. П. Чехов» и «Драматургия Чехова»), Сергей Макашин (книга «Салтыков-Щедрин»), Яков Эльсберг (книга «А. И. Герцен. Жизнь и творчество»).
    - Третья степень: Гейдар Гусейнов (книга «Из истории общественной и философской мысли в Азербайджане XIX века»), Евгений Мозольков (книга «Янка Купала»).

### США
- Пулитцеровская премия в категории художественное произведение, написанное американским писателем— А. Б. Гатри-младший, «Путь на Запад»
- Пулитцеровская премия в категории драматического произведения для театра — Ричард Роджерс, Оскар Хаммерстайн и Джошуа Логан, мюзикл «Юг Тихого океана»
- Пулитцеровская премия в категории поэзия— Гвендолин Брукс, поэма «Энни Аллен»

### Франция
- Гонкуровская премия — Поль Колен, «Дикие игры»
- Премия Ренодо — Pierre Molaine, Les Orgues de l’enfer
- Премия Фемина — Serge Groussard, La Femme sans passé

## Книги и произведения
- «Клерамбад» — произведение французского писателя Марселя Эме.
- «Повесть о двух зверях. Ихнелат» — произведение Алексея Ремизова.

### Романы
- «Гусар в голубом» — роман Роже Нимье.
- «За рекой, в тени деревьев» — роман Эрнеста Хемингуэя;
- «Камешек в небе» — роман Айзека Азимова;
- «Лев, колдунья и платяной шкаф» — роман Клайва Стейплза Льюиса (первая книга, вышедшая в серии «Хроники Нарнии», но вторая по хронологическому порядку);
- «Объявлено убийство» — детективный роман Агаты Кристи.
- «Студенты» — дебютный роман Юрия Трифонова (Сталинская премия третьей степени, 1951).
- «Фермер в небе» — фантастический роман Роберта Энсона Хайнлайна;

### Повести
- «Случайные попутчики» (англ. «Strangers on a Train») — повесть Патриции Хайсмит (номинация на Премию Эдгара Аллана По «за лучшую дебютную повесть», 1951).

### Малая проза
- «Лабиринт одиночества» — дебютная книга прозы (сборник эссе) мексиканского писателя Октавио Паса, посвящённая национальной истории и характеру мексиканцев.
- «Марсианские хроники» — собрание научно-фантастических рассказов Рэя Брэдбери (26 эпизодов, среди которых «Ракетное лето», «Зелёное утро», «Будет ласковый дождь» и др.);
- «Местный колорит» (Local Color) — сборник эссе Трумана Капоте.
- «Умирающая Земля» — сборник фантастических рассказов Джека Вэнса.

### Пьесы
- «Кандидат партии» — пьеса Александра Крона.
- «Лысая певица» — пьеса Эжена Ионеско, положившая начало «театру абсурда».
- «Странная миссис Сэвидж» — комедия американского драматурга Джона Патрика.

### Поэмы
- «Всеобщая песнь» (исп. «Canto general») — поэма Пабло Неруды.

## Персоналии

### Родились
- 11 февраля — Маури Куннас, финский детский писатель, рисовальщик комиксов и карикатур.
- 1 мая — Кристийна Лоухи, финская детская писательница, иллюстратор.
- 29 июля — Амадеу Феррейра, португальский писатель (умер в 2015).
- 16 августа — Рагнар Стрёмберг — шведский поэт, драматург и сценарист, эссеист, переводчик.
- 20 октября — Андрей Столяров — петербургский писатель.

### Умерли
- 21 января — Джордж Оруэлл (настоящее имя Эрик Артур Блэр), английский писатель и публицист (родился в 1903).
- 18 февраля — Прежихов Воранц, словенский писатель и политический деятель (родился в 1893).
- 19 марта — Эдгар Берроуз, американский писатель, автор романов о Тарзане (родился в 1875).
- 6 апреля — Отто Маннинен, финский писатель и поэт (родился в 1872).
- 11 апреля — Франце Кидрич, словенский историк литературы, литературовед, теоретик и эссеист (родился в 1880).
- 1 июня — Валер Жиль, бельгийский поэт (родился в 1867).
- 24 июня — Иван Сергеевич Шмелёв, русский писатель (родился в 1873).
- 29 июня — Антониу Франсиску Коста-и-Силва, бразильский поэт (родился в 1885).
- 13 октября  — Франтишек Швантнер, словацкий писатель (родился в 1912).
- 2 ноября — Джордж Бернард Шоу, великий британский (ирландский и английский) писатель, романист, драматург, лауреат Нобелевской премии по литературе за 1925 год (родился в 1856).
- 6 ноября — Минко Генов, болгарский литературный критик и историк литературы (род. 1880).
- 14 ноября — Вели Канык Орхан, турецкий поэт (род.в 1914).
- 26 ноября – Гедвига Куртс-Малер, немецкая писательница (род.1867).
- 3 декабря — Павел Петрович Бажов, автор уральских сказов (родился в 1879).
- 5 декабря — Шри Ауробиндо, индийский философ, поэт, революционер и организатор национально-освободительного движения Индии (родился в 1872).
- Бургард Гартвиг Ассмус, немецкий писатель, драматург, публицист (родился в 1855).